# A New Orleans
A New Orleans (укр. «Новий Орлеан») — альбом італійського співака та кіноактора Адріано Челентано, що вийшов у червні 1963 року.

## Про альбом
Вальтер Гуертлер випустив альбом «A New Orleans», як і попередній, на своїй фірмі «Jolly» окремо від Адріано Челентано, співак у 1961 році створив свою власну студію звукозапису — «Clan Celentano». До альбому увійшли пісні, записані під час дії контракту між Челентано і «Jolly», які вийшли як сингли у 1961—1962 роках. 
Добірка пісень альбому представлена стилями рок-н-рол і танго. До альбому увійшли три пісні, які були кавер-версіями: «La mezza luna» («La mezza luna»), «Non esiste l'amor» («Little Lonely One»), «Gilly» («Gilly») і «Coccolona» («Mama's Baby»). Заголовна пісня — «A New Orleans» посіла 5 позицію в італійському чарті «Топ-100» найкращих синглів 1963 року.
Пісні «Gilly» і «Coccolona» Челентано виконував в дуеті зі швейцарською співачкою Анітою Траверсі. Дуже змінений римейк пісні «La mezza luna» увійшов в альбом «Facciamo finta che sia vero» 2011 року. 
Спочатку альбом випускався на LP-платівках у 33 оберти лише в Італії. У 1995 і 2016 роках випускалося ремастоване перевидання альбому на CD. 2015 року вийшло ремастоване перевидання альбому на LP.

## Треклист
LP
Сторона «A»
| #  | Назва                           | Автор слів                       | Автор музики                      | Рік  | Тривалість |
| -- | ------------------------------- | -------------------------------- | --------------------------------- | ---- | ---------- |
| 1. | «Si è spento il sole»           | Лучано Беретта і Мікі Дель Прете | Еціо Леоні і Адріано Челентано    | 1962 | 2:40       |
| 2. | «Ciao amore»                    | Ріккардо Беллато                 | Детто Маріано і Адріано Челентано | 1962 | 2:25       |
| 3. | «La mezza luna (La mezza luna)» | Альберто Ларічі                  | Гейно Газе                        | 1962 | 2:25       |
| 4. | «Nata per me»                   | Могол і Мікі Дель Прете          | Адріано Челентано                 | 1961 | 2:45       |
| 5. | «Gilly»                         | Аль Пертон, П'єро Леонарді       | Тед Гілберт і Норрі Парамор       | 1961 | 2:25       |
| 6. | «Aulì Ulè»                      | Лучано Беретта                   | Еціо Леоні                        | 1961 | 2:25       |

Сторона «Б»
| #     | Назва                                   | Автор слів                           | Автор музики                     | Рік  | Тривалість |
| ----- | --------------------------------------- | ------------------------------------ | -------------------------------- | ---- | ---------- |
| 7.    | «A New Orleans»                         | Мікі Дель Прете і Філіппо Беллобуоно | Козімо Ді Чельї і П'єро Леонарді | 1962 | 2:20       |
| 8.    | «Non esiste l'amor (Little Lonely One)» | П'єро Вівареллі і Лучано Беретта     | Еціо Леоні                       | 1961 | 2:25       |
| 9.    | «Un sole caldo caldo caldo»             | Джан Карло Тестоні                   | Альдо Сальві                     | 1962 | 2:35       |
| 10.   | «Non esser timida»                      | Мікі Дель Прете і Ірвін Левін        | Боб Брасс і П'єро Леонарді       | 1961 | 2:30       |
| 11.   | «Coccolona (Mama's Baby)»               | Ельвія Фільїуоло                     | Джордж Горінг                    | 1961 | 1:50       |
| 12.   | «24 mila baci»                          | П'єро Вівареллі і Лучо Фульчі        | Адріано Челентано                | 1961 | 2:30       |
| 29:15 |                                         |                                      |                                  |      |            |

## Ліцензійні видання
| Назва                    | Лейбл                  | Маркування | Країна | Рік  |
| ------------------------ | ---------------------- | ---------- | ------ | ---- |
| A New Orleans (LP, Mono) | Jolly Hi-Fi Records    | LPJ 5025   | Італія | 1963 |
| A New Orleans (CD, RE)   | Mercury, Raro! Records | 526 884-2  | Італія | 1995 |
| A New Orleans (LP, RE)   | Jolly Hi-Fi Records    | LPJ 5025   | Італія | 2015 |
| A New Orleans (CD)       | SAAR Records           | CDJ 5025   | Італія | 2016 |